# Сельское поселение «Матусовское»
Се́льское поселе́ние «Матусовское» — муниципальное образование в Балейском районе Забайкальского края Российской Федерации.
Административный центр — село Матусово.

## История
Статус и границы сельского поселения установлены Законом Читинской области от 19 мая 2004 года «Об установлении границ, наименований вновь образованных муниципальных образований и наделении их статусом сельского, городского поселения в Читинской области».

## Население
| 2010 | 2011 | 2012 | 2013 | 2014 | 2015 | 2016 |
| ---- | ---- | ---- | ---- | ---- | ---- | ---- |
| 872  | ↘867 | ↘836 | ↘820 | ↘792 | ↘781 | ↘761 |
| 2017 | 2018 | 2019 | 2020 | 2021 |      |      |
| ↘734 | ↘725 | ↘698 | ↘686 | ↘633 |      |      |

## Состав сельского поселения
| № | Населённый пункт | Тип населённого пункта       | Население |
| - | ---------------- | ---------------------------- | --------- |
| 1 | Матусово         | село, административный центр | ↘352      |
| 2 | Новоивановка     | село                         | ↘130      |
| 3 | Сарбактуй        | село                         | ↘186      |